# Singuilucan (kommun)
Singuilucan är en kommun i Mexiko.   Den ligger i delstaten Hidalgo, i den sydöstra delen av landet, 90 km nordost om huvudstaden Mexico City. Antalet invånare är 13 143.
Följande samhällen finns i Singuilucan:
- Singuilucan
- Segundas Lajas
- Las Palomas
- El Mirador
- Cuatro Palos
- San Rafael Amolucan
- La Gloria
- La Gloria
- Caraballo
- Rincón del Puerto
- La Joya
- El Salto
- Fraccionamiento las Fuentes
- Aguayutla
- La Peña
- Colonia San Martín
- Ejido Texcaltitla
- Poza Rica
- La Conchita
- Jalapilla
- La Paila